# Albertina Rasch

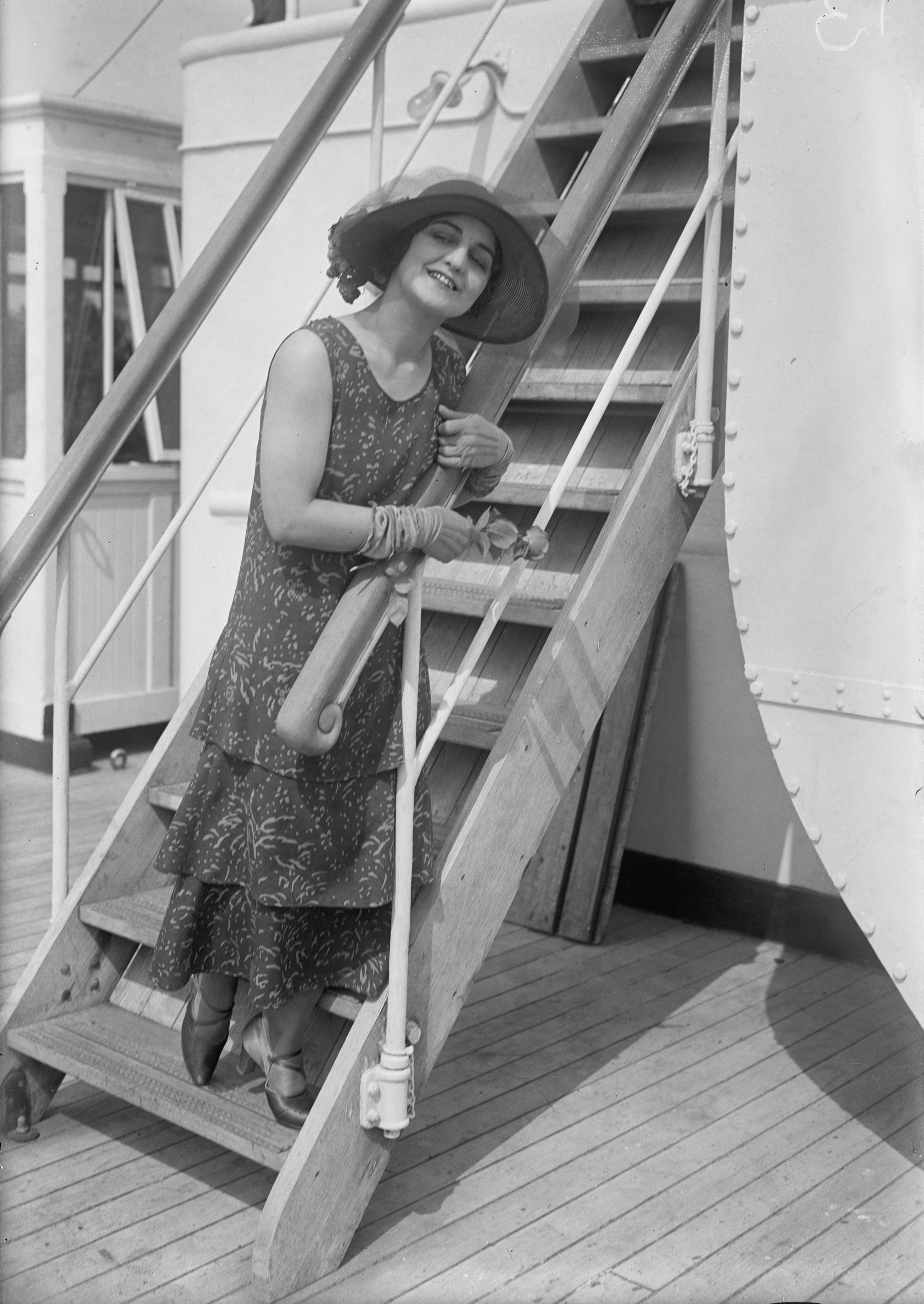
Albertina Rasch

Albertina Rasch (geb. 19. Januar 1891 in Wien; gest. 2. Oktober 1967 in Woodland Hills, Kalifornien) war eine eingebürgerte amerikanische Tänzerin, Kompaniechefin und Choreografin.

## Frühes Leben
Rasch wurde 1891 in Wien (im damaligen Österreich-Ungarn) in eine Familie polnisch-jüdischer Abstammung geboren. Sie wuchs in einer kaiserlichen Tanzschule, der Wiener Staatsoper, auf und „arbeitete sich durch diese Institution bis zur Ballerina hoch.“

## Karriere
Rasch begann bereits vor ihrem vierzehnten Lebensjahr aufzutreten. Während des amerikanischen „Tanzwahns“ der 1910er Jahre verließ sie Wien und ging in die Vereinigten Staaten, wo sie in Shows im New Yorker Hippodrom, auch bekannt als National Amusement Institution of America, und im Winter Garden auftrat. Sie trat auch „mit Operngesellschaften auf, darunter die Metropolitan, Los Angeles und Chicago Opera“, bevor sie Premierentänzerin der Century Opera Company wurde.

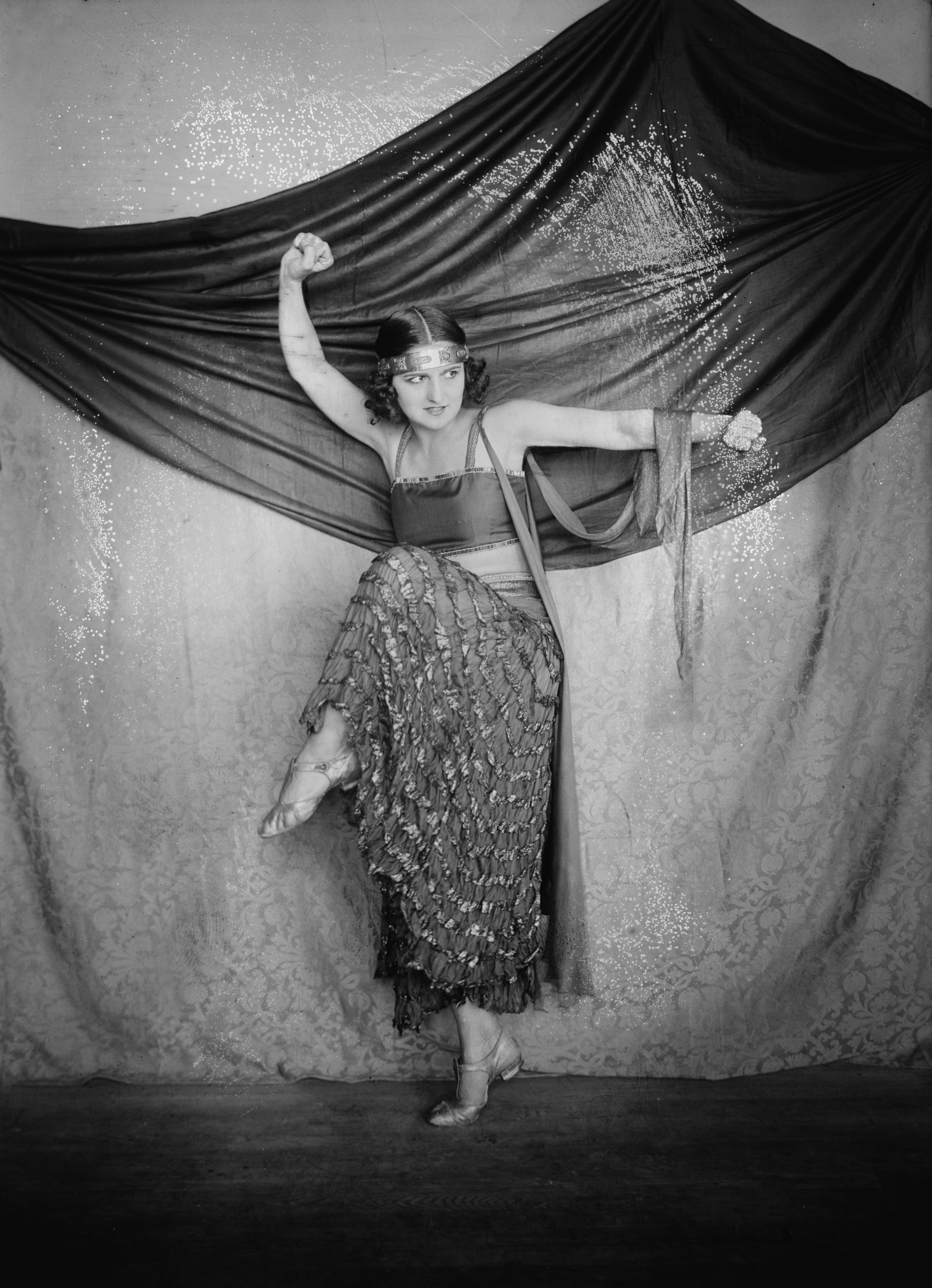
Albertina Rasch 1915

1915 erklärte Rasch in einem Artikel in Musical America, sie wolle mit einer Mädchentruppe auf Tournee gehen, „so wie es Pawlowa mit ihren Russen getan hat“. In den Jahren 1916 und 1917 ging Rasch mit Sarah Bernhardt auf Tournee, bevor sie als Konzerttänzerin mit einer Balletttruppe nach New York zurückkehrte. Aus dieser Truppe gingen die Albertina Rasch Dancers hervor, „eine Truppe von sehr disziplinierten und ballettmäßig ausgebildeten Mädchen, die in den 1920er und 1930er Jahren in vielen Revuen, Musicals und Konzerten auftraten“. Die Tänzerinnen „trugen oft knappe Kostüme und traten in Chormädchenformationen auf“.
Später unterzeichnete Rasch einen „Vertrag mit dem Keith-Albee Circuit für die Spielzeiten 1919–1922“. Auf diesen Varieté-Tourneen „trat sie oft an der Seite von“Neger„-Jazzbands auf, wie man sie damals nannte.“
1923 eröffnete Rasch ihr erstes Tanzstudio in Manhattan (wo Bill Robinson Stepptanz unterrichtete). Später eröffnete sie ein zweites Studio in Los Angeles. In den 1920er Jahren wandelte sich Raschs Schule „von einer Tanzschule, die eine Reihe von Tanzstilen anbot, einschließlich eines Pawlowa-esken Freiformballetts, zu einem Unternehmen, das sich darauf konzentrierte, ihre“Albertina Rasch Girls„hervorzubringen.“Rasch war der Meinung, dass die Präzision der Tänzerinnen den Balletttanz für den amerikanischen Geschmack akzeptabel machen würde„ Später konzentrierten sie und ihre Schule sich weiter auf den Tanz als Mittel zur Entwicklung von Anmut, Charme, Schlankheit und Attraktivität“.
1925 führten die Albertina Rasch Dancers ihre Rhapsody in Blue (1925) auf, eines ihrer „ersten Experimente, bei dem sie Ballettbewegungen mit amerikanischem Jazztanz verband“.
Sie spielte in mehreren Ziegfeld-Produktionen mit, trat im Moulin Rouge auf und tanzte mit Josephine Baker, bevor sie ihre klassische Ausbildung und ihre Techniken für das Broadway-Theater und den Film adaptierte.

## Privatleben
Rasch heiratete 1927 den Komponisten Dimitri Tiomkin, mit dem sie bis zu ihrem Tod am 2. Oktober 1967 im Alter von 76 Jahren in Woodland Hills, Kalifornien, nach längerer Krankheit verheiratet blieb.